# Lakshadweep
Lakshadweep (malaiàlam ലക്ഷദ്വീപ്, Lakşhadvīp, antigament Lacadives) és un grup d'illes que formen la part central i principal d'un territori de la Unió Índia. El nom del territori fou fins al 1973 Laccadive, Minicoy, and Amindivi Islands i després Lakshadweep, Minicoy, and Amindivi Islands (Malayalam: ലക്ഷദ്വീപ്, മിനിക്കോയ്, അമന്തീവ Lakṣhadvīp, Minikkoy, Amantīv). Aquest territori consta de 27 atols de corall, la majoria d'ells deshabitats, i bancs situats entre 200 i 300 kilòmetres de la costa de Kerala. La superfície és de 32 km², i la seva capital és Kawaratti.

## Població
Les illes són ocupades pels moplah o moppila o mappila, poble musulmà de parla malaiàlam (84,5%), llengua que escriuen en caràcters àrabs. Presenten algunes diferències amb els mappilla continentals, com per exemple en el fet que les dones tenen una posició més elevada, no porten vel ni estan aïllades. L'herència es regeix pel sistema de successió en línia femenina (marumakkattayam). Estan dividits en tres castes: Karnavans o Koyas (que són l'aristocràcia) descendents suposats de Nambudris i Nayars, terratinents i posseïdors de vaixells; Malumis o Urukkars, mariners encarregats dels vaixells del karnavans, que poden tenir terres però han de servir a l'aristocràcia en diverses formes; i Melacheriso escaladors, els serfs, recollidors de cocos, treballadors de les terres d'altres, treballadors en els vaixells i similars. Hi ha algunes minories tàmil (0,5%) i hindi (0,4%). La població de l'illa Minicoi és sensiblement diferent i quasi idèntica als habitants de les illes Maldives.
La població del territori al cens del 2001 era de 60.595 habitants, més de la meitat a les illes Lacadives. El 1845 les quatre illes del nord s'estimava que tenien 7.700 habitants i el 1901 eren 7.180, així que la població no presentava grans creixements.
Els seus habitants mantenen un contacte comercial constant amb els ports de la costa. Les illes habitades són:
- Agatti
- Amini
- Andrott
- Bangaram
- Bitra
- Chetlat
- Kadmat
- Kalpeni
- Kavaratti
- Kiltan
- Minicoi

## El nom
El nom vol dir "Cent mil illes" (laksha = "cent mil", dweep = "illa"). Lakka (Lacca) és el malayalam i tàmil, del sànscrit Laksha (lakh). Fins a 1973 el nom general era Laquedives (com Maldives i Amindives). El nom Lacadives i Lakshadweep només és dona a les illes centrals; les illes del nord són les Amindives o Amindivi; Minicoi apareix també com a Maliku, el seu nom local.

## Demografia i llengua
- 1951= 21.000
- 1961= 24.000
- 1971= 32.000
- 1981= 40.000
- 1991= 52.000
- 2001= 61.000

A les illes nord es parla un dialecte del malayalam; la tradició diu que són descendents de comerciants portats a les illes per turmentes. D'aspecte són similars als habitants de Kerala. Els habitants de Minicoi, l'illa més al sud, parlen mahl, una variant del divehi, la llengua de les Maldives, i el seu aspecte també és similar als maldivians.

## Història
Hi ha alguna referència al seu domini pels cheres. Una inscripció pallava del segle VII parla de les illes amb el nom de Dveepa Laksham i se n'atribueix el domini. Les primeres illes que van ser habitades foren Amini, Andrott, Kavaratti i Agatti. Se suposava tradicionalment que els habitants eren hindús que havien estat convertits a l'islam al segle xiii o XIV però ara se sap que al segle vi i VII hi havia establiments budistes. La tradició local diu que l'islam va arribar ja al segle VII i el primer missioner, Ubayd Allah, té la suposada tomba a Agatti. S'han trobat tombes musulmanes de finals de la meitat del segle viii. Al segle xi foren dominades pels coles. Les illes són esmentades per viatgers àrabs incloent a Ibn Battuta.
El 1498 van arribar a la Costa Malabar els portuguesos de Vasco de Gama que hi va desembarcar convidat pel raja Kolattiri (el rival del Zamorin), quan anava cap a Calicut. Vers aquesta època (a l'entorn del 1500) el rei de les Maldives era vassall dels Ali Raja de Cannanore, els almiralls del Kolattiri; a la meitat del segle xvi (vers 1545) el raja de Kolattiri (o Kolathiris o Kolatirri) va donar en jagir als Ali Raja de Cannanore les illes Laquedives. Els portuguesos van ser expulsats de la zona després de 1663. Els Ali Raja hi governaven per mitjà d'uns agents, els karyakars, ajudats pels caps de famílies notables.
Els grup de les illes Amindivi (Amini, Kadmat, Kiltan, Chetlat i Bitra) va caure en mans de Tipu Sultan el 1787; a les illes els locals eren explotats per obtenir la lucrativa fibra del coco que els comerciants de Cannanore venien i s'havien revoltat al seu favor uns mesos abans; el 1790, com que la Bibi (reina) afavoria al sobirà de Mysore, Cannanore fou assetjada pels britànics i la Bibi es va rendir sense condicions. Minicoi fou annexionada pels britànics el 18 de desembre de 1790 si bé nominalment va restar sota sobirania de Cannanore. Cannanore va esdevenir quarter militar britànic i ho va restar fins a 1887 quan el quarter es va traslladar a Nilgiris. El 1792 en la tercera guerra de Mysore, els britànics van adquirir les illes Lacadives del nord que foren agregades al districte de South Kanara. Un acord amb la Bibi signat el 1796 va establir un tribut als britànics de 15000 rúpies l'any, en el qual quedaven incloses les illes Lacadives del sud. La Bibi es va retardar en els pagaments i finalment va perdre les illes Lacadives per compensació, primer de manera temporal el 1861 i després definitiva el 1875; les Lacadives foren agregades al districte de Malabar a la presidència de Madras (les Amindives van restar al districte de South Kanara). L'administració la tenia a cada illa un amin nomenat pel col·lector del districte.
El 9 de febrer de 1909 Minicoi fou formalment cedida per Cannanore amb efectes d'1 de juliol de 1905. Després de la independència de l'Índia les illes van quedar dins l'estat de Madras, fins que el territori incloent aquestes illes va ser format l'1 de novembre de 1956 (amb Amindivi i Minicoi). El nom Lakshadweep fou oficialment adoptat l'1 de novembre de 1973. El territori és dirigit per un administrador nomenat pel govern de Delhi. Judicialment la màxima jurisdicció és la Cort Suprema d'Ernakulam a Kerala. El territori elegeix un representant al parlament. Les illes i els pobles tenen el sistema de raj panchatas (assemblees de comunitats dirigides per un ancià o persona de confiança de la comunitat); cada illa té un panchayat.

## Administradors
- U.R. Panicker 1956
- S. Moni 1956-1958
- C.K. Balakrishna Nair 1958-1961
- M. Ramunny 1961-1965
- C.H. Nayar 1965-1969
- K.D. Menon 1969-1973
- W. Shaiza 1973-1975
- M.C. Verma 1975-1977
- S.D. Lakhar 1977-1978
- P.M. Nair 1978-1981
- Pradip Mehra 1981-1982
- Omesh Saigal 1982-1985
- J. Sagar 1985-1987
- Wajahat Habibullah 1987-1990
- Pradip Singh 1990
- S.P. Aggarwal 1990-1992
- Satish Chandra 1992-1994
- G.S. Chima 1994-1996
- Rajeev Talwar 1996-1999
- R.K. Verma 1999
- Chaman Lal 1999-2001
- R.K. Verma 2001 (segona vegada)
- K.S. Mehra 2001-2004
- S.P. Singh 2004
- Parimal Rai 2004-2006
- Rajendra Kumar 2006
- B.V. Selvaraj 2006-

## Economia
El coco és el principal producte. Hi ha 2.598 hectàrees de cocoters; aquestos produeixen també oli de coco. És també un centre turístic principalment pels indis. La pesca és també una activitat important. Hi ha també alguns altres cultius. Una dessaladora s'ha obert a Kavaratti, amb combinació d'aigua a 29/20 graus i d'aigua freda del fondo (a 350 o 400 metres) a entre 7 i 15 graus, produint vapor que produeix energia per aires condicionats, a més de l'aigua per beure; aquesta aigua del fondo porta nutrients addicionals pels peixos.

## Illes, esculls, bancs

mapa

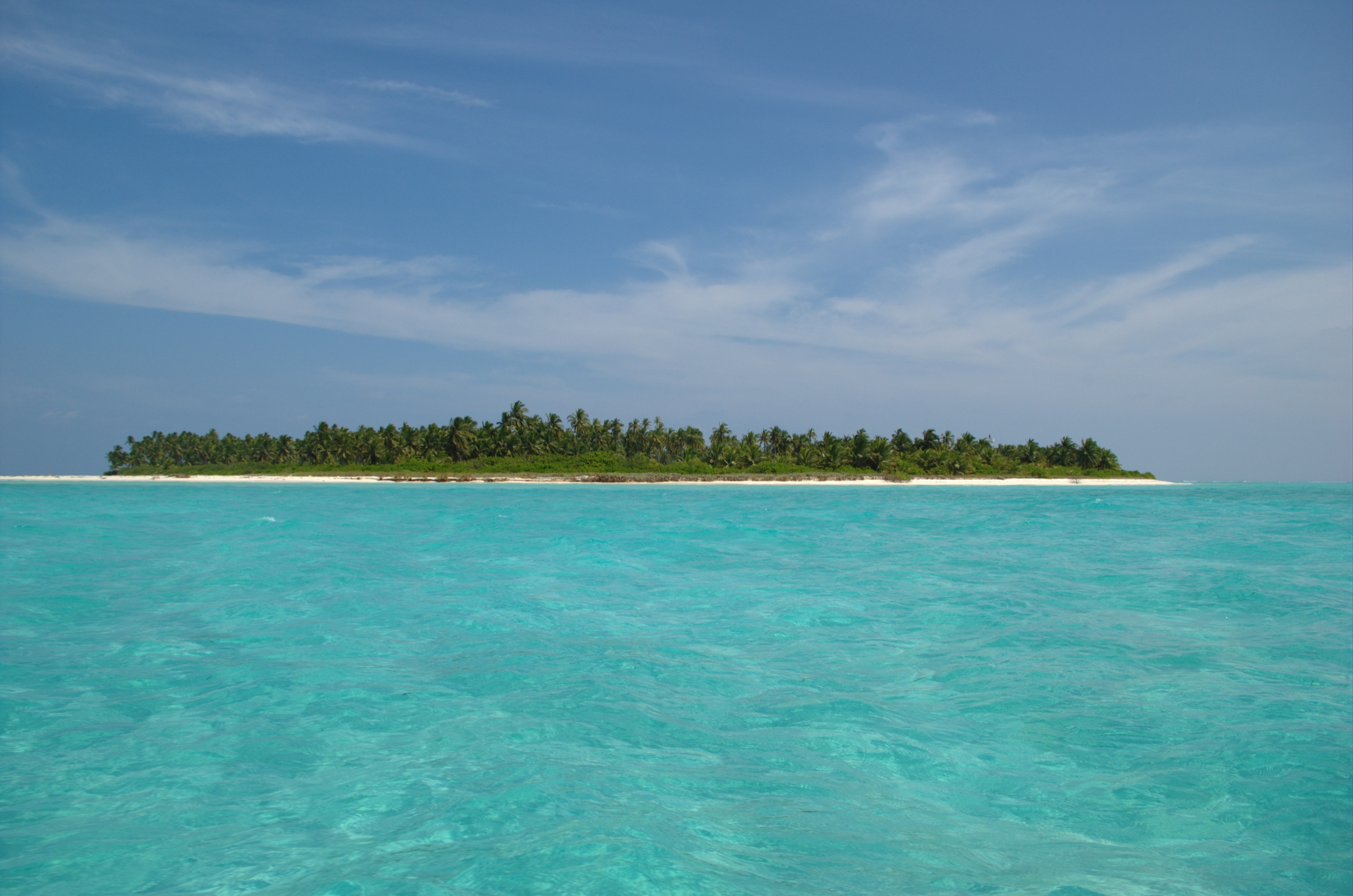
illa deshabitada de les Lakshadweep

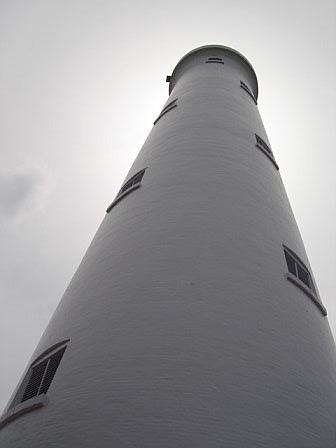
Far a Minicoy

Oficialment estan formades per dotze atols, cinc bancs submergits i tres esculls, amb un total de 36 illes o illots. Els esculls són de fet atols en parts submergits. Dos bancs més al nord no són considerats part del grup: Angria i Adas. Els que en formen part apareixen de nord a sud a la següent llista:
| Amindives |           |       |           |    |       |                                          |
| Cora Divh | bank      | -     | 339.45    | -  | -     | 13° 42′ N, 72° 11′ E / 13.700°N,72.183°E |
| Sesostris Bank | bank      | -     | 388.53    | -  | -     | 13° 08′ N, 72° 00′ E / 13.133°N,72.000°E |
| Bassas de Pedro (Munyal Par, Padua Bank)                                                                                      | bank      | -     | 2474.33   | -  | -     | 13° 07′ N, 72° 25′ E / 13.117°N,72.417°E |
| Cherbaniani Reef (Beleapani Reef)                                                                                             | reef      | 0.01  | 172.59    | 2  | -     | 12° 18′ N, 71° 53′ E / 12.300°N,71.883°E |
| Byramgore Reef (Chereapani)                                                                                                   | reef      | 0.01  | 57.46     | 1  | -     | 11° 54′ N, 71° 49′ E / 11.900°N,71.817°E |
| Chetlat Island | atoll     | 1.14  | 1.60      | 1  | 2289  | 11° 42′ N, 72° 42′ E / 11.700°N,72.700°E |
| Bitrā Island | atoll     | 0.10  | 45.61     | 2  | 264   | 11° 33′ N, 72° 09′ E / 11.550°N,72.150°E |
| Kiltān Island | atoll     | 2.20  | 1.76      | 1  | 3664  | 11° 29′ N, 73° 00′ E / 11.483°N,73.000°E |
| Kadmat Island (Cardamum) | atoll     | 3.20  | 37.50     | 1  | 5319  | 11° 14′ N, 72° 47′ E / 11.233°N,72.783°E |
| Elikalpeni Bank | bank      | -     | 95.91     | -  | -     | 11° 12′ N, 73° 58′ E / 11.200°N,73.967°E |
| Peremul Par | reef      | 0.01  | 83.02     | 1  | -     | 11° 10′ N, 72° 04′ E / 11.167°N,72.067°E |
| Amini Island 1) | atoll     | 2.59  | 155.09 1) | 1  | 7340  | 11° 06′ N, 72° 45′ E / 11.100°N,72.750°E |
| 'Laquedives o Lakshadweep' |           |       |           |    |       |                                          |
| Bangaram Island (Bangaram) 2)                                                                                                 | atoll     | 2.30  | 46.25     | 4  | - 3)  | 10° 56′ N, 72° 17′ E / 10.933°N,72.283°E |
| Agatti Island 2) | atoll     | 3.84  | 17.50     | 4  | 7072  | 10° 50′ N, 72° 12′ E / 10.833°N,72.200°E |
| Pitti Island 1) | island 1) | 0.01  | 155.09 1) | 1  | -     | 10° 50′ N, 72° 38′ E / 10.833°N,72.633°E |
| Androth Island (Andrott) | atoll     | 4.90  | 4.84      | 1  | 10720 | 10° 50′ N, 73° 41′ E / 10.833°N,73.683°E |
| Kavaratti Island | atoll     | 4.22  | 4.96      | 1  | 10113 | 10° 33′ N, 72° 38′ E / 10.550°N,72.633°E |
| Kalpeni Island | atoll     | 2.79  | 25.60     | 7  | 4319  | 10° 05′ N, 73° 38′ E / 10.083°N,73.633°E |
| Suheli Par | atoll     | 0.57  | 78.76     | 2  | -     | 10° 05′ N, 72° 17′ E / 10.083°N,72.283°E |
| Minicoi |           |       |           |    |       |                                          |
| Investigator Bank | bank      | -     | 141.78    | -  | -     | 08° 32′ N, 73° 17′ E / 8.533°N,73.283°E  |
| Minicoy Island | atoll     | 4.80  | 30.60     | 2  | 9495  | 08° 17′ N, 73° 02′ E / 8.283°N,73.033°E  |
| Lakshadweep, Minicoy, and Amindivi Islands                                                                                    |           | 32.69 | 4203.14   | 32 | 60595 | 08°16'-13° 58′ N, 71°44°-74° 24′ E       |
| 1) Les illes Amini i Pitti estan les dues al Pitti Bank, quasi totalment submergit amb una àrea llacuna central de 155,09 km² |           |       |           |    |       |                                          |
| 2) Bingaram i Agatti estan connectades per elevacions submarines                                                              |           |       |           |    |       |                                          |
| 3) Nou resort turístic internacional, abans deshabitat però que tenia 61 habitants al cens del 1991                           |           |       |           |    |       |                                          |

L'illa principal és Kavaratti on hi ha la capital del mateix nom. Segueixen Agatti, Minicoi, i Amini. La població total és de 60.595 habitants. Agatti disposa d'aeroport. A les illes no està permès l'alcohol excepte a Bangaram. Els estrangers no poden visitar algunes illes.

## Subdivisions
- Amindivi (Amini)
- Laccadive o Lacadives (Kavaratti)
- Minicoi (Maliku)